# ویکتوریا سیکرت فشن شو
ویکتوریا سیکرت فشن شو (به انگلیسی: Victoria's Secret Fashion Show) یک نمایش مد سالیانه که زیر نظر و با حمایت مالی شرکت ویکتوریا سیکرت، بزرگ‌ترین برند تولیدکننده لباس‌زیر زنانه در آمریکا برگزار می‌شود. ویکتوریا سیکرت با استفاده از این نمایش به ترویج بازار محصولات خود می‌پردازد. این نمایش دارای خصوصیاتی از قبیل برجسته‌ترین مدل‌های فشن دنیا، شامل فرشته‌های فعلی ویکتوریا سیکرت آدریانا لیما، الساندرا آمبروزیو، داوتسن کروس، بهاتی پرینسلو، کاندیس سوانپول، لی‌لی آلدریج، لیندسی الینگسون و کارلی کلاوس است.

شبکه‌های تلویزیونی آمریکایی این نمایش را در طی زمان اجرا پخش می‌کنند. اولین نمایش به طور مختصر در سال ۱۹۹۰، یک روز قبل از روز والنتاین برای ترویج این برند در تعطیلات برگزار شد. آن‌ها در تلویزیون ملی پخش نشدند. نمایش‌ها در سال‌های ۱۹۹۹ و ۲۰۰۰ وبکست شدند. با شروع سال ۲۰۰۱، نمایش‌ها به پیش از فصل تعطیلات کریسمس منتقل شدند.